# هارلي باركر
هارلي باركر هو أمين متحف ومصمم ورسام وفنان كندي، ولد في 13 أبريل 1915 في Fort William, Ontario ‏ في كندا، وتوفي في 3 مارس 1992 في فانكوفر في كندا.